# Desktop Window Manager
O Desktop Window Manager (ou DWM) é uma interface gráfica similar ao Aero que foi implementada no Windows Codename Longhorn. Seu sucessor é o próprio Aero, apesar do nome e o executável serem

## Compilações do "Windows Longhorn" com DWM, e como ativá-lo
| Beta 1 | Ativado automaticamente se o hardware for compatível.                                                 |
| 5048   | c:\windows\system32\rundll32.exe c:\windows\system32\udwm.dll DwmClientStartup                        |
| 4083   | c:\windows\system32\rundll32.exe c:\windows\system32\user32.dll DwmStartup                            |
| 4029   | c:\windows\i386\sbctl.exe start c:\windows\i386\sbctl.exe dcestart c:\windows\i386\sbctl.exe wmgstart |
| 4033   | c:\windows\i386\sbctl.exe start c:\windows\i386\sbctl.exe dcestart c:\windows\i386\sbctl.exe wmgstart |
| 4008   | %windir%\i386\sbctl.exe start                                                                         |
| 3706   | "Enable DCE" na caixa de diálogo "Advanced" nas propriedades de vídeo (Display Properties)            |
| 3718   | "Enable DCE" na caixa de diálogo "Advanced" nas propriedades de vídeo (Display Properties)            |

Fonte: BetaArchive.co.uk